# Blepharis
Blepharis là chi thực vật có hoa trong họ Acanthaceae.

## Phân bố
Các loài trong chi này phân bố rộng trong khu vực nhiệt đới và cận nhiệt đới thuộc châu Phi và châu Á. Đặc biệt đa dạng ở miền đông và nam châu Phi.

## Mô tả
Cây thân thảo sống một năm hoặc lâu năm, cây bụi nhỏ hoặc cây bụi. Lá mọc thành vòng gồm 4 lá (rất hiếm khi mọc đối), một đôi nhỏ hơn đôi kia, không cuống hoặc gần như không cuống, mép cuốn ngoài, đỉnh thường nhọn đột ngột. Cụm hoa ở dạng xim hoa dạng bông có nhiều hoa, mỗi xim hoa đối diện với một lá bắc (phân chi Acanthodium) hoặc bông suy giảm thành một hoa đơn lẻ đầu cành (phân chi Blepharis); khi đó xim hoa đơn độc hoặc nhiều cụm lại với nhau trong nách của các lá bình thường, mỗi xim được hỗ trợ bởi (3–)4(–5) đôi lá bắc chéo chữ thập (tổ Blepharis) hoặc cụm lại thành các đầu được bao quanh bởi các lá hoa khác về hình dạng và kết cấu với các lá thông thường và với số lượng lá bắc sắp xếp không đều biến thiên (tổ Scorpioideae); lá bắc giống như da, thường có răng (nhóm có mày phía trong ở tổ Scorpioideae); lá bắc con 2 hoặc không có, thường có dạng thẳng đến hình mác. Đài hoa chia đến gốc thành 4 lá đài có mày, không thò ra trong các lá bắc hoặc thò ra ít hay nhiều, đáy dày 1–2 mm và giống như sừng; lá đài lưng dài hơn những lá đài khác, có 3(–5) gân và 1–3 răng ở đỉnh, các răng bên có hoặc không; các lá đài bụng 2(–5) gân, chẻ đôi (hiếm khi nguyên); các lá đài bên hình mác đến hình trứng, có 1 gân. Tràng hoa với ống tràng hẹp đáy, thắt lại bên dưới phần trên 1-3 mm xốp, mở rộng, dày; 1-2 mm phía dưới với dải lông hướng lên trên; phiến tràng theo chiều ngang, xẻ lưng để tạo ra môi dưới gồm 3–5 thùy, với thể chai trung tâm dày, xốp và màu vàng, thường kết thúc tại 1–3 gờ ở đỉnh, bên dưới có lông măng đến lông tơ, bên trên có lông măng từ các lông uốn cong rõ nét (đến 90°). Nhị hoa 4, thường thò ra (nhưng ẩn bên dưới lá đài lưng), chèn ngay bên trong ống trên đỉnh của gờ dày, 2 nhị phía sau giữ ở trên 2 nhị phía trước; chỉ nhị giống như xương, cặp phía sau thẳng, cong, với gối ở gốc, cặp phía trước hơi ngắn hơn, thẳng, rộng và dẹp, chia đôi ở đỉnh thành một nhánh ngắn mang bao phấn và phần phụ giống răng ở mặt bụng từ nhọn đến tù; bao phấn 1 mô vỏ, hình elip đến thuôn dài, cặp phía trước hơi lớn hơn, ngăn sinh sản thường chỉ bằng 1/2–2/3 tổng chiều dài (toàn bộ chiều dài ở phân chi Acanthodium), rậm râu và có các túm lớn gồm các lông dài ở đỉnh, thường là tuyến. Bầu nhụy nhẵn nhụi, 2 ngăn với 2 noãn mỗi ngăn; hình đĩa lớn, hình khuyên; vòi nhụy thường nhẵn nhụi, với hai túm lông tuyến ngắn ở gốc; đầu nhụy gần nguyên hoặc với 2 thùy khác biệt hình mũi mác gần nhọn. Quả nang 2(–4) hạt, hình trứng-elipxoit, không cuống, bóng, dẹp ở mặt lưng-bụng, vách trung tâm dày và hóa gỗ. Hạt hình đĩa, được che phủ bằng lông hút ẩm phân nhánh màu trắng và dài.

## Các loài
Tại thời điểm năm 2020 Plants of the World Online công nhận 126 loài trong chi này, một loài mô tả năm 2019 (B. saudensis). Danh sách 127 loài liệt kê dưới đây:
- Blepharis acanthodioides Klotzsch, 1880
- Blepharis acuminata Oberm., 1937
- Blepharis aequisepala Vollesen, 2000
- Blepharis affinis Lindau, 1895
- Blepharis angusta (Nees) T.Anderson, 1863
- Blepharis aspera Oberm., 1937
- Blepharis asteracantha C.B.Clarke, 1899 (B. asteracanthus)
- Blepharis attenuata Napper, 1972
- Blepharis bainesii S.Moore ex C.B.Clarke, 1899
- Blepharis boranensis Vollesen, 2000
- Blepharis breyeri Oberm., 1937 (B. breijeri)
- Blepharis buchneri Lindau, 1894
- Blepharis burundiensis Vollesen, 2000
- Blepharis calcitrapa Benoist, 1939
- Blepharis capensis (L.f.) Pers., 1806
- Blepharis chrysotricha Lindau, 1894
- Blepharis ciliaris (L.) B.L.Burtt, 1956
- Blepharis crinita Benoist, 1939
- Blepharis cuanzensis Welw. ex S.Moore, 1880
- Blepharis cuspidata Lindau, 1896
- Blepharis decussata S.Moore, 1911
- Blepharis dhofarensis A.G.Mill., 1988
- Blepharis dilatata C.B.Clarke, 1901
- Blepharis diplodonta Vollesen, 2000
- Blepharis diversispina (Nees) C.B.Clarke, 1899
- Blepharis drummondii Vollesen, 2000
- Blepharis dunensis Vollesen, 2000
- Blepharis duvigneaudii Vollesen, 2000
- Blepharis edulis (Forssk.) Pers., 1806
- Blepharis espinosa Phillips, 1917
- Blepharis exigua (Zoll. & Moritzi) Valeton ex Backer, 1931
- Blepharis fenestralis Vollesen, 2000
- Blepharis ferox P.G.Mey., 1961
- Blepharis flava Vollesen, 2000
- Blepharis fleckii P.G.Mey., 1961
- Blepharis forgiarinii J.-P.Lebrun & Stork, 1991
- Blepharis furcata (L.f.) Pers., 1806
- Blepharis gazensis Vollesen, 2000
- Blepharis gigantea Oberm., 1937
- Blepharis glinus Fiori, 1915
- Blepharis glomerans Benoist, 1939
- Blepharis glumacea S.Moore, 1880
- Blepharis grandis C.B.Clarke, 1899
- Blepharis grossa (Nees) T.Anderson, 1863
- Blepharis gypsophila Thulin & Vollesen, 2015
- Blepharis hildebrandtii Lindau, 1894
- Blepharis hirtinervia (Nees) T.Anderson, 1863
- Blepharis huillensis Vollesen, 2000
- Blepharis ilicifolia Napper, 1970
- Blepharis ilicina Oberm., 1937
- Blepharis inaequalis C.B.Clarke, 1901
- Blepharis inermis (Nees) C.B.Clarke, 1901
- Blepharis inflata Vollesen, 2000
- Blepharis innocua C.B.Clarke, 1901
- Blepharis inopinata Vollesen, 2000
- Blepharis integrifolia (L.f.) E.Mey. & Drège ex Schinz, 1915
- Blepharis involucrata Solms ex Schweinf., 1867
- Blepharis itigiensis Vollesen, 2000
- Blepharis javanica Bremek., 1948
- Blepharis katangensis De Wild., 1903
- Blepharis kenyensis Vollesen, 2000
- Blepharis kuriensis Vierh., 1906
- Blepharis laevifolia Vollesen, 2000
- Blepharis lawsonii G.S.Giri & R.N.Banerjee, 1983
- Blepharis leendertziae Oberm., 1937
- Blepharis linariifolia Pers., 1806
- Blepharis longifolia Lindau, 1894
- Blepharis longispica C.B.Clarke, 1901
- Blepharis macra (Nees) Vollesen, 2000
- Blepharis maculata Benoist, 1939
- Blepharis maderaspatensis (L.) B.Heyne ex Roth, 1821 - Loài điển hình.
- Blepharis marginata (Nees) C.B.Clarke, 1901
- Blepharis menocotyle Milne-Redh., 1933
- Blepharis meyeri Vollesen, 2000
- Blepharis mitrata C.B.Clarke, 1901
- Blepharis montana Vollesen, 2000
- Blepharis natalensis Oberm., 1937
- Blepharis noli-me-tangere S.Moore, 1880
- Blepharis obermeyerae Vollesen, 2000
- Blepharis obmitrata C.B.Clarke, 1899
- Blepharis obtusisepala Oberm., 1937
- Blepharis ogadenensis Vollesen, 2000
- Blepharis panduriformis Lindau, 1895
- Blepharis paradoxa Fritsch, 1890
- Blepharis pascuorum S.Moore, 1911
- Blepharis petalidioides Vollesen, 2000
- Blepharis petraea Vollesen, 2002
- Blepharis pratensis S.Moore, 1877
- Blepharis procumbens (L.f.) Pers., 1806
- Blepharis pruinosa Engl., 1888
- Blepharis pungens Klotzsch, 1861
- Blepharis pusilla Vollesen, 2000
- Blepharis reekmansii Vollesen, 2000
- Blepharis refracta Mildbr., 1933
- Blepharis richardsiae Vollesen, 2000
- Blepharis saudensis Masrahi & Basahi, 2019[4]
- Blepharis scandens Vollesen, 2000
- Blepharis scindica Stocks ex T.Anderson, 1863
- Blepharis sericea Vollesen, 2000
- Blepharis serrulata (Nees) Picalho & Hiern, 1881
- Blepharis sinuata (Nees) C.B.Clarke, 1901
- Blepharis sol C.B.Clarke, 1899
- Blepharis somaliensis Vollesen, 2000
- Blepharis spiculifolia Balf.f., 1884
- Blepharis spinescens Vollesen, 2002
- Blepharis spinifex Merxm., 1952
- Blepharis spinipes Vollesen, 2000
- Blepharis squarrosa (Nees) T.Anderson, 1863
- Blepharis stainbankiae C.B.Clarke, 1901
- Blepharis stuhlmannii Lindau, 1894
- Blepharis subglabra Vollesen, 2000
- Blepharis subvolubilis C.B.Clarke, 1901
- Blepharis swaziensis Vollesen, 2000
- Blepharis tanae Napper, 1970
- Blepharis tanganyikensis (Napper) Vollesen, 2000
- Blepharis tanzaniensis Vollesen, 2000
- Blepharis tenuiramea S.Moore, 1900
- Blepharis tetrasticha Lindau, 1894
- Blepharis thulinii Vollesen, 2002
- Blepharis torrei Vollesen, 2000
- Blepharis transvaalensis Schinz, 1915
- Blepharis trifida Vollesen, 2000
- Blepharis trispina Napper, 1970
- Blepharis turkanae Vollesen, 2000
- Blepharis uniflora C.B.Clarke, 1901
- Blepharis uzondoensis Vollesen, 2000
- Blepharis welwitschii S.Moore, 1880